# Северозападен федерален окръг
Северозападният федерален окръг (на руски: Северо-Западный федеральный округ) е един от седемте федерални окръзи на Руската федерация. Той е административно формирование намиращо се в северната европейска част на Русия. Създаден е с указ на президента на Руската федерация на 18 май 2000 г.
Административен център на окръга е градът с федерално значение Санкт Петербург.
Северозападният федерален окръг има благоприятно геополитическо положение – граничи с Финландия, Норвегия, Полша, Естония, Латвия, Литва, Беларус, има излаз на Балтийско, Бяло, Баренцово и Карско море.
Територията на окръга е 9,8 % от територията на Руската федерация.
Населението на окръга към 1 януари 2009 г. е 13 462 000 души. (9,5 % от населението на Русия). Основната част от населението живее в градовете.

## Федерални субекти
| Northwestern Federal District | Northwestern Federal District | Northwestern Federal District | Northwestern Federal District |
| #                             | Знаме                         | Федерален субект              | Административен център        |
| ----------------------------- | ----------------------------- | ----------------------------- | ----------------------------- |
| 1                             |                               | Архангелска област            | Архангелск                    |
| 2                             |                               | Вологодска област             | Вологда                       |
| 3                             |                               | Калининградска област         | Калининград                   |
| 4                             |                               | Република Карелия             | Петрозаводск                  |
| 5                             |                               | Коми                          | Сиктивкар                     |
| 6                             |                               | Ленинградска област           | няма                          |
| 7                             |                               | Мурманска област              | Мурманск                      |
| 8                             |                               | Ненецки автономен окръг       | Нарян Мар                     |
| 9                             |                               | Новгородска област            | Велики Новгород               |
| 10                            |                               | Псковска област               | Псков                         |
| 11                            |                               | Санкт Петербург               | Санкт Петербург               |